# Manuel Martínez de Navarrete
José Manuel Martínez De Navarrete (cunoscut ca fray Manuel de Navarrete; n. 1768, Zamora⁠(d), Michoacán, Mexic – d. 1809, Tlalpujahua de Rayón⁠(d), Michoacán, Mexic) a fost un poet mexican.
Prin lirica sa de tranziție de la novohispanism la preromantism, a cultivat genurile poetice clasice (odă, sonet, eglogă, romanță).
Volumul postum Entretenimientos poéticos („Petreceri poetice”), apărut în 1835, se remarcă prin stilul sentimental și prezența motivului nocturn și al celui sepulcral.